# Coppa dei Balcani 1975 (club)
La Coppa dei Balcani per club 1975 è stata la tredicesima edizione della Coppa dei Balcani, la competizione per squadre di club della penisola balcanica e Turchia.
È stata vinta dagli jugoslavi del Radnički Niš, al loro primo titolo.

## Squadre partecipanti
Tutte le nazioni partecipano con una sola rappresentante. Le 6 squadre partecipanti vengono divise in due gironi. Il detentore della Coppa Balcani (Akademik Sofia) non partecipa.
| Squadra           | Stagione 1974-75  |
| ----------------- | ----------------- |
| 17 Nëntori Tirana | 4º in Albania     |
| Lokomotiv Sofia   | 7º in Bulgaria    |
| Paniōnios         | 10º in Grecia     |
| Radnički Niš      | 10º in Jugoslavia |
| Farul Costanza    | 10º in Romania    |
| Eskişehirspor     | 3º in Turchia     |

## Torneo

### Girone A
| Squadra         | Pti | G | V | N | P | GF | GS | QR    |
| --------------- | --- | - | - | - | - | -- | -- | ----- |
| Eskişehirspor   | 5   | 4 | 2 | 1 | 1 | 7  | 6  | 1.167 |
| Lokomotiv Sofia | 4   | 4 | 2 | 0 | 2 | 5  | 5  | 1.000 |
| Farul Costanza  | 3   | 4 | 1 | 1 | 2 | 5  | 6  | 0.833 |

|               | Esk | Lok | Far |
| ------------- | --- | --- | --- |
| Eskişehirspor |     | 3-0 | 2-1 |
| Lokomotiv     | 3-0 |     | 1-0 |
| Farul         | 2-2 | 2-1 |     |

#### Risultati
| Sofia 5 marzo 1975                                                      | Lokomotiv Sofia | 3 – 0 | Eskişehirspor | Stadio Lokomotiv di Nadežda |
| \| \| \| \| \| Dimitrov 19’ Angelkolev 48’ Hacev 79’ \| Marcatori \| \| |                 |       |               |                             |
|                                                                         |                 |       |               |                             |
| Dimitrov 19’ Angelkolev 48’ Hacev 79’                                   | Marcatori       |       |               |                             |

| Eskişehir 16 aprile 1975                                             | Eskişehirspor | 2 – 1          | Farul Costanza | Eskişehir Atatürk Stadyumu |
| \| \| \| \| \| Kaner 17’ Erdin 39’ \| Marcatori \| 64’ Mărculescu \| |               |                |                |                            |
|                                                                      |               |                |                |                            |
| Kaner 17’ Erdin 39’                                                  | Marcatori     | 64’ Mărculescu |                |                            |

| Eskişehir 21 maggio 1975                                  | Eskişehirspor | 3 – 0 | Lokomotiv Sofia | Eskişehir Atatürk Stadyumu |
| \| \| \| \| \| Doğu 10’, 85’ Kaner 39’ \| Marcatori \| \| |               |       |                 |                            |
|                                                           |               |       |                 |                            |
| Doğu 10’, 85’ Kaner 39’                                   | Marcatori     |       |                 |                            |

| Costanza 14 giugno 1975                                                       | Farul Costanza | 2 – 2              | Eskişehirspor | Stadio Farul |
| \| \| \| \| \| Bălosu 34’ Iovănescu 46’ \| Marcatori \| 50’ Tözer 53’ Doğu \| |                |                    |               |              |
|                                                                               |                |                    |               |              |
| Bălosu 34’ Iovănescu 46’                                                      | Marcatori      | 50’ Tözer 53’ Doğu |               |              |

| Costanza 26 luglio 1975 | Farul Costanza | 2 – 1 | Lokomotiv Sofia | Stadio Farul |

| Sofia 2 agosto 1975 | Lokomotiv Sofia | 1 – 0 | Farul Costanza | Stadio Lokomotiv di Nadežda |

### Girone B
| Squadra           | Pti | G | V | N | P | GF | GS | QR    |
| ----------------- | --- | - | - | - | - | -- | -- | ----- |
| Radnički Niš      | 6   | 4 | 2 | 2 | 0 | 5  | 0  | —     |
| 17 Nëntori Tirana | 3   | 4 | 1 | 1 | 2 | 7  | 5  | 1.400 |
| Paniōnios         | 3   | 4 | 1 | 1 | 2 | 2  | 9  | 0.222 |

|            | Rad | Nën | Pan |
| ---------- | --- | --- | --- |
| Radnički   |     | 3-0 | 2-0 |
| 17 Nëntori | 0-0 |     | 6-0 |
| Paniōnios  | 0-0 | 2-1 |     |

#### Risultati
| Niš 19 marzo 1975 | Radnički Niš | 2 – 0 | Paniōnios | Stadion Čair |

| Nea Smyrnī 2 aprile 1975                      | Paniōnios | 2 – 1     | 17 Nëntori Tirana | Stadio di Nea Smyrnī |
| \| \| \| \| \| ? \| Marcatori \| 60’ Dibra \| |           |           |                   |                      |
|                                               |           |           |                   |                      |
| ?                                             | Marcatori | 60’ Dibra |                   |                      |

| Tirana 9 aprile 1975 | 17 Nëntori Tirana | 0 – 0 | Radnički Niš | Stadiumi Dinamo |

| Nea Smyrnī 23 aprile 1975 | Paniōnios | 0 – 0 | Radnički Niš | Stadio di Nea Smyrnī |

| Niš 29 maggio 1975 | Radnički Niš | 3 – 0 | 17 Nëntori Tirana | Stadion Čair |

| Tirana 15 giugno 1975                                                         | 17 Nëntori Tirana | 6 – 0 | Paniōnios | Stadiumi Dinamo |
| \| \| \| \| \| Zengla 25’, 51’ Përnaska 27’, 48’, 72’, 85’ \| Marcatori \| \| |                   |       |           |                 |
|                                                                               |                   |       |           |                 |
| Zengla 25’, 51’ Përnaska 27’, 48’, 72’, 85’                                   | Marcatori         |       |           |                 |

### Finale
| Squadra 1    | Totale | Squadra 2     | Andata | Ritorno |
| ------------ | ------ | ------------- | ------ | ------- |
| Radnički Niš | 3–1    | Eskişehirspor | 1–0    | 2–1     |

| Arbitro: | Liuben Radunchev (Bulgaria) |

|                                                                                                   |            | |
| Dovedan 67’                                                                                       | Marcatori  | |
| Pantelic Dovedan Micic Rajkovic Obradyvic Micic Antic Halilovic Kostosieskovic Nitojevic Kitlavic | Formazioni | Fuat Mehmet Kalaycı Bilal Arular Abdurrahman Temel Coşkun Ali Erdin Hüdai Doğu Burhan Tözer Halil Kemal Mücahit |
| Kučunković                                                                                        | Allenatori | Popescu |

| Arbitro: | Constantin Dinulescu (Romania) |

| |            | |
| Kalaycı 25’ | Marcatori  | 6’, 85’ Stoyan |
| Doğan Mehmet Kalaycı Feza Abdurrahman Temel Coşkun (Hayri) Mücahit Burhan İpek Hüdai Doğu Halil (Sabri) Ali Erdin Burhan Tözer | Formazioni | Pantevic D. Milan Lubiya Zoran O. Milovan Stoyan Milovan II A. Sulobadan (Sulobadan II) Mlodrag Stoyadin P. Dragan |
| Popescu | Allenatori | Kučunković |